# Клан Кеннеді

Гребінь клану Кеннеді.

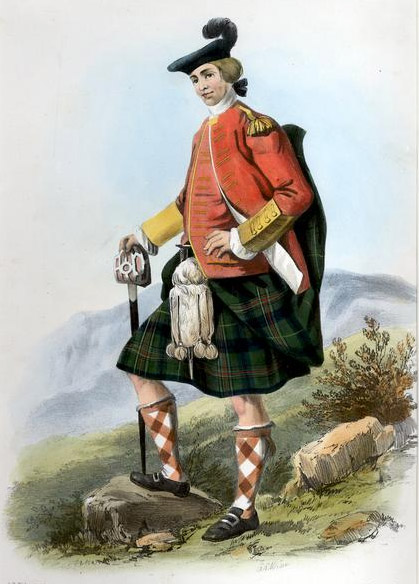
«Ульрік» — людина з клану Кеннеді в традиційному одязі. Малюнок художника Р. Р. МакЯна. 1845 р.

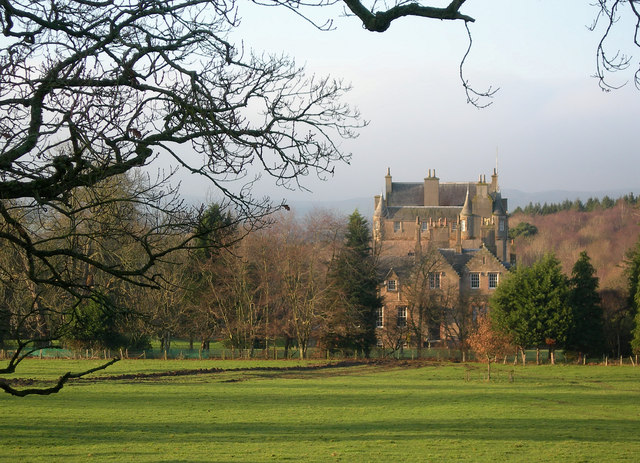
Замок Кассілліс — резиденція вождів клану Кеннеді.

Клан Кеннеді (шотл. — Clan Kennedy, гельск. — Clan MacUalraig, Clan Ceannaideach, Clan 'icUalraig) — клан МакВарлайг, клан Кеннайдех, клан ікВаргайг — один з кланів рівнинної частини Шотландії — Лоуленду. Не слід плутати з ірландським кланом О'Кеннеді.
Гасло клану: Avise la fin — Повідомте про кінець (фр.)
Землі клану: Айршир
Символ клану: Дуб
Вождь клану: Його ексцеленція Девід Кеннеді (шотл. — David Kennedy) — ІХ маркіз Айлса
Резиденція вождя клану: Замок Кассілліс-Хаус (шотл. — Cassillis House)
Історичні резиденції вождя клану: Замок Дунур (шотл. — Dunure Castle), замок Калейн (шотл. — Culzean Castle)
Союзні клани: Брюс
Ворожі клани: Форбс

## Походження клану Кеннеді
Клан Кеннеді кельтського походження. Античні автори пишуть про плем'я Вотадіні, що населяло нинішню південну Шотландію, а саме землю Лотіан. У ранньому середньовіччі в часи англо-саксонського вождя Вортігерна був у племені Вотадіні вождь Куннеда (брит. — Cunedda). Англо-сакси сподівалися, що це плем'я буде свого роду буфером між ними і войовничими піктами та скоттами. У ті часи Куннеда контролював велику територію — від південної Шотландії до Уельсу. Кельти називали Куннеду Кіннейдг (гельск. — Cinneidgh). Гельською мовою це ім'я означає «Похмуре чоло». Пізніше це слово стало асоціюватися з областю Каррік в Шотландії.
На початку правління короля Шотландії Вільгельма І Лева, Гілберт Mac Кеннеді згадується в грамоті щодо власності на землю абатства Мелроус щодо земель Каррік. Під час правління короля Шотландії Олександра II, Гіллеспі Кеннеді згадується в грамотах як Сенешаль Каррік.

### XIV століття— війна за незалежність Шотландії
Клан Кеннеді та його вожді стверджували, що вони споріднені по крові з графом Каррік і підтримували Роберта Брюса під час війни за Незалежність Шотландії У 1372 році король Шотландії Роберт II нагородив вождя клану Джона Кеннеді Дунур землями Каррік.

### XV—XVI століття
У 1457 році прямий нащадок Джона Кеннеді — Гілберт отримав титул лорда Кеннеді. Він також був регентом неповнолітнього короля Шотландії Джеймса III. Джеймс Кеннеді — брат першого лорда Кеннеді, був одним з найпопулярнішим єпископом в Шотландії. Джеймс Кеннеді деякий час служив Верховним канцлером Шотландії і був також єпископом Данкелду, а також пізніше став архієпископом Сент-Ендрюса. У 1455 році він заснував Коледж Святого Сальватора.
Х'ю Кеннеді Ардстінхар був шотландським найманцем, що воював в армії Жанни д'Арк під час облоги Орлеану.
У 1509 році сер Девід Кеннеді — III лорд Кеннеді отримав титул графа Кассілліс. Він був убитий в битві під Флодден у 1513 році. ІІ граф Кассілліс був убитий в 1527 році. Гілберт Кеннеді — III граф Кассілліс був одним з чотирьох шотландських уповноважених, які були отруєні після повернення Марії Стюарт з Франції до Шотландії в 1558 році. III граф успадкував свій титул у віці 12 років, і один з його перших вчинків — підпис під смертним вироком Патріку Гамільтону — першому шотландському протестантському мученику. IV граф у своєму замку Даньюр «смажив абата Кроссрауля» на повільному вогні, щоб примусити його передати йому землі абатства.
Кеннеді Мореї були філією клану, що переселився на північ з сестрою III лорда Кеннеді — Джанет Кеннеді, що була мала сина від короля Шотландії Джеймса IV, вони жили в володіннях графа Мореї і стали септою клану Камерон.

### XVII століття— громадянська війна
У 1601 році вождь клану Кеннеді — граф Кассілліс мав конфлікт з лердом Кеннеді Баргані. Графа Кассілліс підтримав клан Фергюссон і лерд Баргані був убитий.
З 1649 року по 1651 рік Джон Кеннеді — VI граф Кассілліс був генеральним лорд-суддею Шотландії та ревним протестантом. VI граф «прославився» своєю жорстокістю. Його дружина закохалась в Джоні Фаа — циганського барона, що був відомий як сер Джон Фаа Данбар (цей титул подарував йому Джеймс V — йому і його предкам), і вони таємно втекли. Але граф спіймав їх. З ревнощів граф повісив Джоні Фаа на очах у своєї дружини, а її саму кинув за ґрати на все життя. Він і його син — VII граф, обидва були твердими прихильниками парламенту під час Громадянської війни. Клан Кеннеді постраждав за це, але маєтки клану вдалося вберегти від конфіскацій.
Кеннеді Кермак — гілка клану Кеннеді була гілкою спадкових каштелянів Абердина з 1413 року. Кеннеді Кермак були оголошені поза законом, коли в 1652 році батько і син з цієї гілки клану смертельно поранили Джона Форбса Вотертауна.

### XVIII— ХІХ століття
Коли VIII граф Кассілліс помер і почалась суперечка щодо його спадку, титулу та посади вождя клану. Вождем клану Кеннеді мав намір стати Вільям Дуглас, потім герцог Квінсберрі — правнук по жіночій лінії VII графа. У січні 1762 року Палата лордів винесла рішення на користь Томаса. 30 листопада 1775 року Томас помер, йому успадковував його брат Девід, що замовив Роберту Адаму будівництво замку Калейн, і помер 18 грудня 1792 року. З його смертю ця лінія вождів клану вимерла.
Графство Кассілліс перейшло до його кузена — Арчібальда Кеннеді — капітана королівського флоту, чий батько — Арчибальд Кеннеді (пом. 1763), мігрували в Америку в 1722 році і став митником в Нью-Йорку. Його син — ХІ граф, мав маєтки в Нью-Джерсі і одружився з багатою жінкою в 1765 році він, як говорили, щоб мати більше будинків у Нью-Йорку, ніж мав тоді хто-небудь інший. Він помер у Лондоні 30 грудня 1794 року, і йому успадковував його син Арчібальд Кеннеді (1770—1846), що отримав титули барона Айлса в 1806 році і маркіза Айлса в 1831 році. Його правнук Арчібальд (нар. 1847) став III маркізом.
Генерал-лейтенант сер Кларк Кеннеді служив в армії і брав участь у Піренейській війні та в 1815 році він командував ескадроном Королівського драгунського полку в битві під Ватерлоо. Під Ватерлоо він особисто захопив орла 105 полку французької піхоти. Сер Кларк Кеннеді був з гілки Кеннеді Мореї.

## Замки клану Кеннеді
- Замок Кассілліан-Хаус (шотл. — Cassillis House) — біля Мейбоул, резиденція вождя клану.
- Замок Калейн (шотл. — Culzean Castle) — довгий час був резиденцією вождів клану.
- Замок Дунур (шотл. — Dunure Castle) — в південному Айрширі, був оплотом вождів.
- Замок Круггелтон (шотл. — Cruggleton Castle) — Сорбі, Вігтауншир.
- Замок Дандафф (шотл. — Dunduff Castle)
- Замок Гренен (шотл. — Greenan Castle) — в Айрі.
- Замок Мейбоул (шотл. — Maybole Castle)